# Івахнова
Івахнова (словац. Ivachnová) — село, громада округу Ружомберок, Жилінський край. Кадастрова площа громади — 5.89 км².
Населення 655 осіб (станом на 31 грудня 2018 року).

## Історія
Івахнова згадується 1298 року.

## Населення
| Рік:            | 1994. | 2004.   | 2014.   | 2024.    |
| --------------- | ----- | ------- | ------- | -------- |
| Кількість осіб: | 475   | 500     | 581     | 760      |
| Різниця:        |       | +5,26 % | +16,2 % | +30,80 % |

| Рік:            | 2023. | 2024.   |
| --------------- | ----- | ------- |
| Кількість осіб: | 728   | 760     |
| Різниця:        |       | +4,39 % |